# Land- und Stadtgericht Arnsberg
Das Land- und Stadtgericht Arnsberg war von 1839 bis 1849 ein preußisches Land- und Stadtgericht mit Sitz in Arnsberg.

## Geschichte
Das Land- und Stadtgericht Arnsberg entstand zum 1. Januar 1839 aus den aufgelösten Justizämtern Arnsberg und Balve sowie aus Teilen der aufgelösten Justizämter Menden, Belecke und Eslohe. Es war dem Oberlandesgericht Arnsberg zugeordnet.
Sein Sprengel umfasste in Zivilsachen den Kreis Arnsberg ohne die Teile, die dem Land- und Stadtgericht Rüthen zugeordnet waren (dies waren die Bürgermeisterei Warstein mit Hirschberg) und den Steuergemeinden Hohenwibbecke und Wildewiese, die dem Land- und Stadtgericht Attendorn zugeordnet waren. Dazu kam das Kirchspiel Coerbecke, also die Steuergemeinden Coerbecke und Günne aus dem Kreis Soest. Im Sprengel lebten anfangs 27.588 Gerichtseingesessene. In Kriminalsachen war das Gericht Untersuchungsgericht für das ganze Herzogtum Westfalen außer den Teilen, die dem Oberlandesgericht Hamm zugeordnet waren. Am Gericht war ein Direktor, sechs Assessoren und 12 nicht-richterliche Mitarbeiter beschäftigt.
Nach der Märzrevolution wurden in Preußen die Patrimonialgerichte abgeschafft und einheitlich Kreisgerichte geschaffen. Der Land- und Stadtgericht Arnsberg wurde aufgelöst und stattdessen das Kreisgericht Arnsberg im Bezirk des Appellationsgericht Arnsberg geschaffen.

## Gerichtskommission Balve
In Balve wurde eine Gerichtskommission eingerichtet.  Diese war für die Bürgermeisterei Balve, also die Steuergemeinden Affeln, Altenaffeln, Balve, Eisborn, Garbeck, Küntrop und Langenholzhausen zuständig. Bb 1849 bestand dann die Gerichtskommission Balve des Kreisgerichts Arnsberg.

## Personen
- Karl Movius (Auskultator, 1841)